# Human Rights Law Centre
 (juin 2023).
La mise en forme du texte ne suit pas les recommandations de Wikipédia : il faut le « wikifier ».
Les points d'amélioration suivants sont les cas les plus fréquents. Le détail des points à revoir est peut-être précisé sur la page de discussion.
- Les titres sont pré-formatés par le logiciel. Ils ne sont ni en capitales, ni en gras.
- Le texte ne doit pas être écrit en capitales (les noms de famille non plus), ni en gras, ni en italique, ni en « petit »…
- Le gras n'est utilisé que pour surligner le titre de l'article dans l'introduction, une seule fois.
- L'italique est rarement utilisé : mots en langue étrangère, titres d'œuvres, noms de bateaux, etc.
- Les citations ne sont pas en italique mais en corps de texte normal. Elles sont entourées par des guillemets français : « et ».
- Les listes à puces sont à éviter, des paragraphes rédigés étant largement préférés. Les tableaux sont à réserver à la présentation de données structurées (résultats, etc.).
- Les appels de note de bas de page (petits chiffres en exposant, introduits par l'outil «  Source ») sont à placer entre la fin de phrase et le point final[comme ça].
- Les liens internes (vers d'autres articles de Wikipédia) sont à choisir avec parcimonie. Créez des liens vers des articles approfondissant le sujet. Les termes génériques sans rapport avec le sujet sont à éviter, ainsi que les répétitions de liens vers un même terme.
- Les liens externes sont à placer uniquement dans une section « Liens externes », à la fin de l'article. Ces liens sont à choisir avec parcimonie suivant les règles définies. Si un lien sert de source à l'article, son insertion dans le texte est à faire par les notes de bas de page.
- La présentation des références doit suivre les conventions bibliographiques. Il est recommandé d'utiliser les modèles {{Ouvrage}}, {{Chapitre}}, {{Article}}, {{Lien web}} et/ou {{Bibliographie}}. Le mode d'édition visuel peut mettre en forme automatiquement les références.
- Insérer une infobox (cadre d'informations à droite) n'est pas obligatoire pour parachever la mise en page.

Pour une aide détaillée, merci de consulter Aide:Wikification.
Si vous pensez que ces points ont été résolus, vous pouvez retirer ce bandeau et améliorer la mise en forme d'un autre article.
Human Rights Law Centre (HRLC) est un groupe australien de défense des droits de l'homme, présent dans le sud de Melbourne ainsi qu'à Sydney.

## Activités

### Aborigènes et insulaires duDétroit de Torres
En avril 2019, le HRLC a compilé des données montrant que le taux de femmes autochtones australiennes arrêtées pour ivresse publique était 10 fois supérieur à la population générale. Cela faisait partie d'un effort pour convaincre un coroner de déclarer que le racisme systémique avait joué un rôle dans la mort de Tanya Day, une femme autochtone décédée en garde à vue.
En mai 2019, l'Institut australien de la santé et du bien-être a publié des chiffres montrant que les mineurs autochtones étaient 17 fois plus susceptibles d'aller en prison que les jeunes non-autochtones.
Les jeunes autochtones représentaient alors 48 % des personnes âgées de 10 à 17 ans en prison, mais ne représentaient que 5 % de la population générale des 10-17 ans. La HRLC s'est jointe à Change the Record, une coalition dirigée par des autochtones d'organisations juridiques et de défense des droits de la personne appelant à une réforme du droit. Ruth Barson, représentante du HRLC, aurait déclaré qu'il était "de bon sens" que les enfants soient à l'école et sur les terrains de jeux, plutôt que dans les prisons.

### Avortement
En mai 2019, la HRLC s'est jointe à 59 autres organisations faisant pression sur le gouvernement de la Nouvelle-Galles du Sud pour supprimer l'avortement en tant qu'infraction pénale dans l'État.
En avril 2019, la HRLC, ainsi que la Clinique de contrôle de la fertilité de Melbourne et le Centre Castan pour les droits de l'homme, ont été autorisés à intervenir dans les affaires de la Haute Cour d'Australie où deux militants anti-avortement contestaient les lois sur les « zones de sécurité » à Victoria et en Tasmanie. Ces « zones de sécurité » empêchaient le harcèlement et les manifestations trop près des établissements médicaux pratiquants l'avortement. La HRLC est intervenue aux côtés des gouvernements des États de Victoria et de Tasmanie, et la Haute Cour a finalement statué en leur faveur,.

### Demandeurs d'asile
En mai 2019, à la suite de l'adoption le 18 février d'amendements « évacuation médicale » à la loi de 1958 sur les migrations, la HRLC a rejoint une coalition d'organisations telles qu'Amnesty International et le Refugee Council of Australia pour aider les réfugiés malades détenus dans des centres de détention offshore sur l'île de Manus et à Nauru afin qu'ils puissent accéder au transport médical vers l'Australie continentale.
En octobre 2017, le HRLC a critiqué Canstruct International pour avoir accepté un contrat de 591 millions de dollars avec le gouvernement australien pour gérer le centre de traitement régional de Nauru. HRLC a déclaré que Canstruct prenait un « cadeau empoisonné » et qu'il serait « complice » d'un « système internationalement abusif », qu'il n'y avait aucun moyen éthique pour qu'il soit impliqué. Keren Adams de la HRLC a déclaré : « Il est particulièrement consternant que le contrat ait été attribué à une société d'ingénierie n'ayant aucune expérience avec les personnes vulnérables […] Canstruct est une société d'ingénierie avec une expérience dans la construction de ponts. En acceptant ce contrat, elle assumera la tâche de gérer une prison cruelle à ciel ouvert, détenant des personnes, dont de nombreux enfants, profondément traumatisées. »

### Droits de citoyenneté
En janvier 2019, la HRLC a critiqué le gouvernement de coalition de Scott Morrison pour son intention d'adopter des lois élargissant les pouvoirs du ministère de l'Intérieur (à l'époque dirigé par Peter Dutton) pour dépouiller les Australiens de leur citoyenneté. La HRLC a fait valoir que l'élargissement de ce pouvoir risquerait de rendre les personnes apatrides pour des délits mineurs. Emily Howie a averti que "Si le Parlement adopte ce projet de loi, nous pourrions voir des personnes bannies dans des pays qu'elles n'ont même jamais visités pour des crimes qui n'étaient même pas assez graves pour qu'un tribunal impose une peine de prison" .

### Genre et minorités sexuelles
En août 2017, la HRLC a lancé une contestation devant la Haute Cour contre le gouvernement fédéral australien en ce qui concerne la Consultation australienne sur la légalisation du mariage homosexuel. L'action a été lancée au nom d'Australian Marriage Equality et de la sénatrice Janet Rice. Anna Brown, alors directrice du plaidoyer juridique au HRLC, a déclaré que cette consultation était conçue pour contrecarrer et retarder l'égalité du mariage pour tous. Bien que l'argument juridique du HRLC se soit concentré sur la question de savoir si le ministre avait réellement le pouvoir de dépenser des dizaines de millions de dollars pour l'enquête nationale. La Haute Cour s'est finalement prononcée contre le HRLC et d'autres plaignants, et l'enquête s'est poursuivie. Par la suite, et bien que le "Oui" l'ait emporté, la HRLC a noté que le débat entourant l'enquête avait un effet négatif sur les Australiens LGBTQI+.
En septembre 2014, la HRLC s'est prononcée en faveur du Gouvernement Victorien permettant aux hommes reconnus coupables d'avoir des relations sexuelles homosexuelles de demander l'effacement de leurs condamnations. Anna Brown a déclaré que cela aiderait les hommes à surmonter la honte d'avoir un casier judiciaire pour quelque chose qui n'aurait jamais dû être un crime en premier lieu.

### Droit de vote
En août 2007, la HRLC a lancé une contestation devant la Haute Cour, Roach v Electoral Commissioner . La Haute Cour a finalement tranché qu'une loi fédérale empêchant la plupart des prisonniers de voter était inconstitutionnelle.

### Jeunes prisonniers
En avril 2019, la HRLC s'est jointe à l'inspecteur indépendant des services de garde pour condamner la pratique dans les prisons d'Australie-Occidentale de fouilles à nu systématiques dans les prisons, en particulier les mineurs, sans aucun soupçon préalable d'actes répréhensibles. Ruth Barson a décrit la pratique comme « envahissante, traumatisante et totalement inutile », ajoutant qu'elle « dépouille les gens de leur dignité ».

## Gouvernance
En mai 2019, Hugh de Kretser était directeur exécutif de HRLC.